# Humor

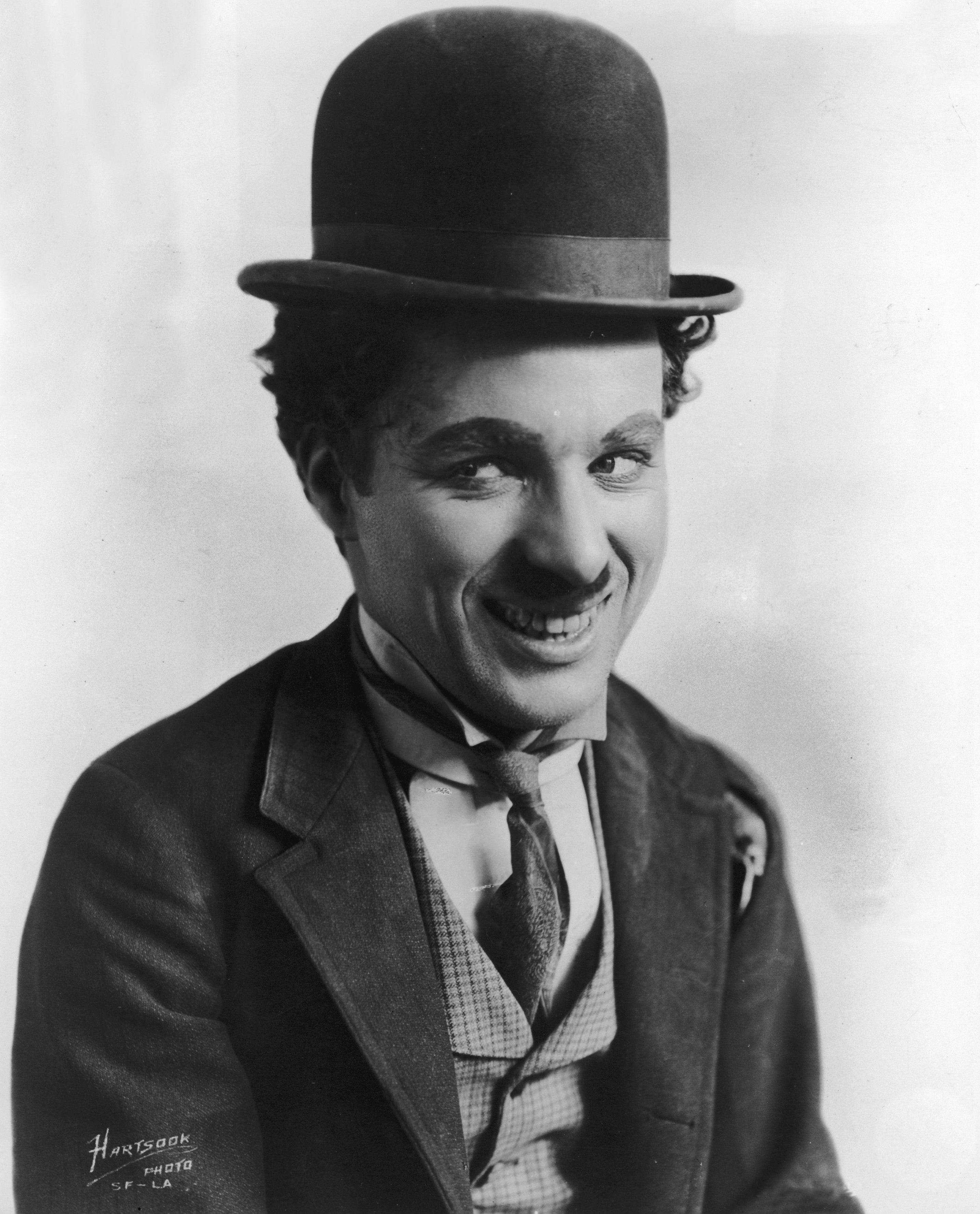
Charles Chaplin "Charlot", un dels principals humoristes del cinema mut

L'humor (del llatí humor) és definit com la manera de presentar, enjudiciar o comentar la realitat, ressaltant el costat còmic, rialler o ridícul de les coses. Joseph Klatzmann, en la seva obra L'humour juif ('L'humor jueu'), el defineix segons la seva necessitat: «Riure per no plorar». Més pessimista, es pot citar igualment Nietzsche: «L'ésser humà pateix tan profundament que ha hagut d'inventar el riure», concepció que l'aproxima a la filosofia cínica i que estableix que l'humor és, en el fons, un tipus de catarsi o antídot espiritual.
No tan substantivament, l'humor o, millor dit, la comicitat és una forma d'entreteniment i de comunicació humana, que té la intenció de fer que la gent no sigui infeliç i rigui. Riure és, a més a més, una de les poques coses que individualitzen l'ésser humà i algunes espècies d'homínids respecte a altres animals; els etòlegs assenyalen que l'humor és, davant de tot, un rictus que apareix en els llavis dels primats i es mostra quan aquests s'enfronten a situacions absurdes o incomprensibles per a ells: ensenyar les dents és una forma de desviar un impuls agressiu o de resumir-lo mímicament, un tipus de sublimació. És per això que ensenyar les dents o riure, entre els humans està sovint lligat a dissociar-se d'esdeveniments que susciten normalment una profunda inquietud i, que moltes vegades, s'associa amb la desgràcia (humor negre). Fins i tot, a vegades es parla del que anomenen riure nerviós com un acte fallit del subconscient. Des d'aquest punt de vista, l'humor es constitueix en un acte de purificació que permetria evacuar aquesta violència, nascuda de la frustració i del patiment.

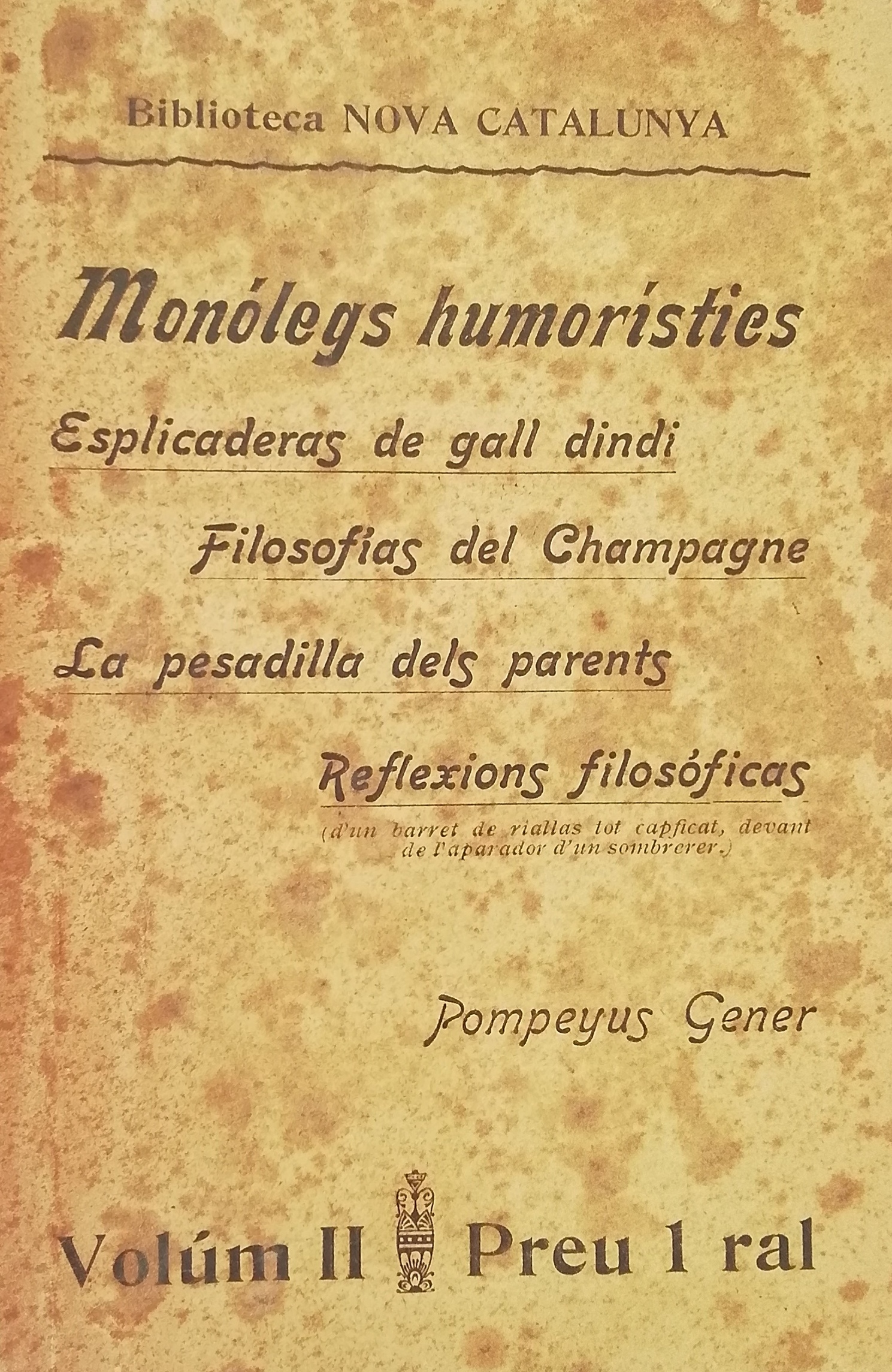
Monòlegs humorístics de l'any 1903 publicats a Barcelona dins la col·lecció Biblioteca Nova Catalunya

L'humor, doncs, vindria a interpretar una funció catàrtica semblant a la de les llàgrimes, però diferent, ja que l'humor suposa una separació i no una identificació amb l'objecte que és el seu suport, un menyspreu i no compassió. D'això, deriva també la curiosa relació sadomasoquista entre l'humorista i l'auditori, que s'expressa en el riure; l'humorista es presenta molt sovint davant dels oients com a ressentit i humiliat. L'origen del terme humor ve de la teoria dels quatre humors del cos de la medicina grega, que regulaven l'estat d'ànim: la bilis, la flegma, la sang i la bilis negra o altra bilis. El caràcter humorístic correspon a l'humor sanguini.
Hi ha diferents tipus d'humor adaptats a distintes sensibilitats i grups humans. Per exemple, els nens acostumen a riure més de les caigudes i ensopegades, però no comprenen la subtilesa de la sàtira o de la ironia.

Caricatura de Darwin

També hi ha variacions culturals del sentit de l'humor, que pot fer que el que és divertit en un lloc no tingui gràcia en un altre. Això es deu al fet que en l'humor té molta importància el context, els a priori. L'humor negre es recolza en elements trists o desagradables que, per a fer-los més suportables, transforma i degrada en irrisió (l'humor jueu i el britànic, per exemple, són sovint negres: una obra de Thomas de Quincey es titula De l'assassinat considerat com una de les Belles Arts i una altra, A Modest Proposal (1729), 'Una modesta proposició' de Jonathan Swift, tracta ni més ni menys que d'aprofitar els nens petits i utilitzar-los d'aliment. Riure en aquest cas és forçat i amarg. No obstant això, en el món modern, on és general l'ús de mitjans de comunicació de masses, les fronteres desapareixen i, per exemple, per a Paul Reboux (À la manière de…), l'humor consisteix simplement a no donar importància a les coses greus, i donar-n'hi massa a les coses lleugeres. Un exemple típic del que és seriós i de l'enaltiment del que és vulgar seria el cinema de Woody Allen. D'altra banda, és important assenyalar que s'ha intentat utilitzar l'humor com un instrument educatiu (d'aquí el cèlebre adagi castigat ridendo mores, 'corregeix els costums rient', que s'empra com a definició de la utilitat de la comèdia clàssica i neoclàssica).
Hi ha algunes tècniques específiques d'humor verbal, com per exemple la ironia, el sarcasme, la hipèrbole, l'anticlímax ("Déu ha mort, Marx ha mort i jo no gaudeixo de bona salut", Woody Allen), l'enigma o definició incompleta o el·líptica, l'antítesi, l'oxímoron, l'atenuació o lítote, l'al·lusió, el non sequitur, la sil·lepsi, el joc de paraules, la sàtira, la paròdia o la paradoxa. I d'altres no verbals, referents a una retòrica paral·lela que juga amb els gestos, postures, caigudes, relliscades, etc., que s'acostumen a denominar humorisme de situació. Es pot, d'altra banda, establir-ne una altra taxonomia:
- Comicitat de gestos
- Comicitat verbal, que inclou els jocs de paraules
- Comicitat de costums
- Comicitat de situació
- Comicitat de caràcter
- Comicitat de repetició

Hi ha hagut estudis més o menys seriosos respecte a l'humor per part d'Aristòtil, Sigmund Freud, Arthur Schopenhauer o Henri Bergson.
No sols es fa servir en la vida corrent, com a procediment per a evitar i curar les circumstàncies traumatitzants de la vida, sinó també en els espectacles i en la literatura (literatura d'humor) amb certa freqüència, i forma una part molt important de corrents literaris com el teatre de l'absurd. Els gèneres literaris còmics són la comèdia, l'entremès, l'acudit i l'epigrama. El gènere còmic teatral de la comèdia provoca la catarsi o purificació de l'espectador mitjançant el riure i el distanciament. Per contra, inversament al gènere tràgic, que ho fa per mitjà de la compassió i les llàgrimes, Plató afirmava que la tragèdia era el gènere literari més semblant a la veritat, mentre que el gènere còmic era el que menys s'hi assemblava, i aquesta va ser la postura que mantingué Sòcrates al final del diàleg conegut com a El convit.
Està comprovat que els estats d'ànim influeixen de manera molt positiva en la salut de les persones, fins i tot en les persones que es troben en estats terminals.

## Etimologia
La paraula humor prové de l'anglès humour, manllevat del francès "humeur". "Humor", del llatí humor ('líquid'), originàriament es referia als líquids corporals (sang, bilis…), que es pensava que influïen en el comportament. L'humor s'ha associat durant molt de temps amb la teoria dels humors abans d'estar vinculat a la història de la subjectivitat en l'edat moderna i contemporània.
Cap al 1760, els anglesos utilitzen el terme humour en el sentit de "temperament lúdic, alegria, capacitat de veure o mostrar l'humor de les coses" per presumir de tenir un determinat estat d'ànim actualment anomenat humor britànic.

## Humoristes famosos

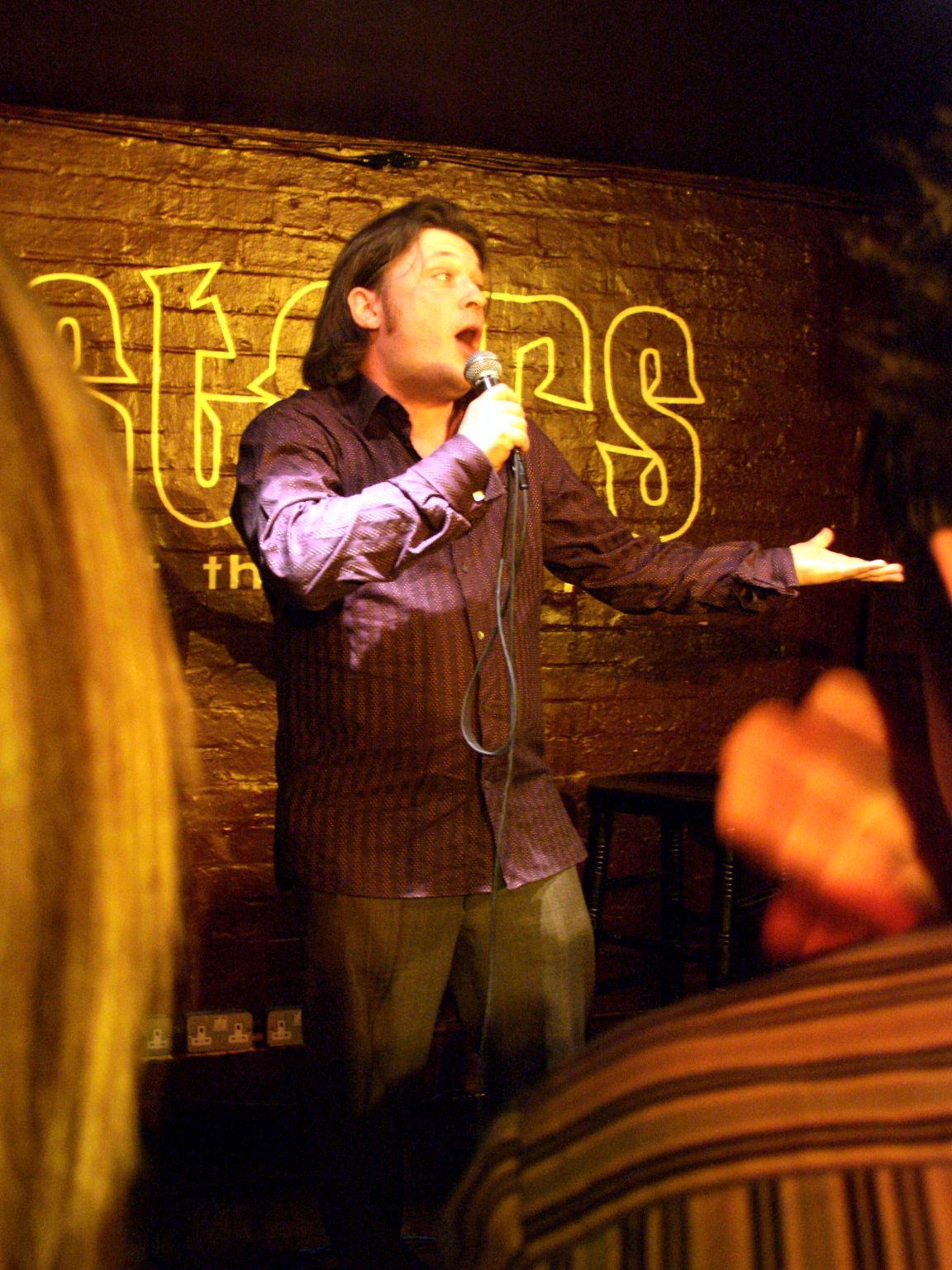
Un humorista actuant en un pub

Categoria principal: humoristes
- Pep Plaza
- David Verdaguer
- Quim Masferrer
- Mary Santpere
- Jacques Tati
- Peyu
- Teatre de Guerrilla
- Benny Hill
- Louis de Funès
- Rowan Atkinson
- Buster Keaton
- Chiquito de la Calzada
- Steve Carell
- Joan Capri
- Toni Albà
- Jordi Ríos
- Andreu Buenafuente
- Cantinflas
- Jim Carrey
- Agnès Busquets
- Mireia Portas
- Faemino y Cansado
- Eugenio
- Martes y Trece
- Miguel Gila
- Les Luthiers
- Germans Marx
- Monty Python
- Queco Novell
- Tip y Coll
- Judit Martín
- Fermí Fernàndez
- Jay Leno
- Margaret Cho[5]
- La Trinca